# 거짓 공유
컴퓨터 과학에서 거짓 공유(False sharing)는 분산된 일관성 있는 캐시를 가진 시스템에서 캐싱 메커니즘에 의해 관리되는 가장 작은 리소스 블록 크기에서 발생할 수 있는 성능 저하 사용 패턴이다. 시스템 참여자가 다른 파티에 의해 변경되지 않는 데이터에 주기적으로 액세스하려고 하지만, 해당 데이터가 변경되는 데이터와 캐시 블록을 공유하는 경우 캐싱 프로토콜은 논리적 필요성 부족에도 불구하고 첫 번째 참여자가 전체 캐시 블록을 다시 로드하도록 강제할 수 있다. 캐싱 시스템은 이 블록 내 활동을 인지하지 못하고 첫 번째 참여자가 리소스의 진정한 공유 액세스에 필요한 캐싱 시스템 오버헤드를 부담하도록 강제한다.

## 다중 프로세서 CPU 캐시
이 용어의 가장 일반적인 사용은 최신 다중 프로세서 CPU 캐시에서 발생하며, 여기서 메모리는 일부 작은 2의 거듭제곱 워드 크기(정렬된, 연속된 바이트 64개 등)의 라인으로 캐시된다. 두 프로세서가 단일 라인에 저장될 수 있는 동일한 메모리 주소 영역의 독립적인 데이터에서 작동하는 경우, 시스템의 캐시 일관성 메커니즘은 모든 데이터 쓰기에서 전체 라인을 버스 또는 인터커넥트를 통해 강제 전송하여 시스템 대역폭을 낭비하는 것 외에도 메모리 지연을 유발할 수 있다. 일부 경우, 거짓 공유를 제거하면 성능이 몇 배 향상될 수 있다. 거짓 공유는 자동 동기화 캐시 프로토콜의 본질적인 특징이며 분산 파일 시스템 또는 데이터베이스와 같은 환경에서도 존재할 수 있지만, 현재는 RAM 캐시로 한정된다.

## 예시
```
#include
 
<iostream>

#include
 
<thread>

#include
 
<new>

#include
 
<atomic>

#include
 
<chrono>

#include
 
<latch>

#include
 
<vector>

using
 
namespace
 
std
;

using
 
namespace
 
chrono
;

#if defined(__cpp_lib_hardware_interference_size)

// default cacheline size from runtime

constexpr
 
size_t
 
CL_SIZE
 
=
 
hardware_constructive_interference_size
;

#else

// most common cacheline size otherwise

constexpr
 
size_t
 
CL_SIZE
 
=
 
64
;

#endif

int
 
main
()

{

    
vector
<
jthread
>
 
threads
;

    
int
 
hc
 
=
 
jthread
::
hardware_concurrency
();

    
hc
 
=
 
hc
 
<=
 
CL_SIZE
 
?
 
hc
 
:
 
CL_SIZE
;

    
for
(
 
int
 
nThreads
 
=
 
1
;
 
nThreads
 
<=
 
hc
;
 
++
nThreads
 
)

    
{

        
// synchronize beginning of threads coarse on kernel level

        
latch
 
coarseSync
(
 
nThreads
 
);

        
// fine synch via atomic in userspace

        
atomic_uint
 
fineSync
(
 
nThreads
 
);

        
// as much chars as would fit into a cacheline

        
struct
 
alignas
(
CL_SIZE
)
 
{
 
char
 
shareds
[
CL_SIZE
];
 
}
 
cacheLine
;

        
// sum of all threads execution times

        
atomic_int64_t
 
nsSum
(
 
0
 
);

        
for
(
 
int
 
t
 
=
 
0
;
 
t
 
!=
 
nThreads
;
 
++
t
 
)

            
threads
.
emplace_back
(

                
[
&
](
 
char
 
volatile
 
&
c
 
)

                
{

                    
coarseSync
.
arrive_and_wait
();
 
// synch beginning of thread execution on kernel-level

                    
if
(
 
fineSync
.
fetch_sub
(
 
1
,
 
memory_order
::
relaxed
 
)
 
!=
 
1
 
)
 
// fine-synch on user-level

                        
while
(
 
fineSync
.
load
(
 
memory_order
::
relaxed
 
)
 
);

                    
auto
 
start
 
=
 
high_resolution_clock
::
now
();

                    
for
(
 
size_t
 
r
 
=
 
10'000'000
;
 
r
--
;
 
)

                        
c
 
=
 
c
 
+
 
1
;

                    
nsSum
 
+=
 
duration_cast
<
nanoseconds
>
(
 
high_resolution_clock
::
now
()
 
-
 
start
 
).
count
();

                
},
 
ref
(
 
cacheLine
.
shareds
[
t
]
 
)
 
);

        
threads
.
resize
(
 
0
 
);
 
// join all threads

        
cout
 
<<
 
nThreads
 
<<
 
": "
 
<<
 
(
int
)(
nsSum
 
/
 
(
1.0e7
 
*
 
nThreads
)
 
+
 
0.5
)
 
<<
 
endl
;

    
}

}

```

이 코드는 거짓 공유의 효과를 보여준다. 이 코드는 시스템의 물리적 스레드 수까지 한 스레드부터 시작하여 스레드 수를 증가시킨다. 각 스레드는 캐시 라인의 한 바이트를 순차적으로 증가시키는데, 이 캐시 라인은 전체적으로 모든 스레드에서 공유된다. 스레드 간 충돌 수준이 높을수록 각 증분 작업에 더 오랜 시간이 걸린다. 다음은 16코어 32스레드를 가진 Zen4 시스템에서의 결과이다.
```
1: 1
2: 4
3: 6
4: 9
5: 11
6: 13
7: 15
8: 17
9: 16
10: 18
11: 21
12: 25
13: 29
14: 35
15: 39
16: 41
17: 43
18: 44
19: 48
20: 49
21: 51
22: 53
23: 58
24: 61
25: 68
26: 75
27: 79
28: 82
29: 85
30: 88
31: 91
32: 94
```

위에서 볼 수 있듯이, 해당 시스템에서 공유 캐시 라인에 대한 증분 작업을 완료하는 데 최대 100나노초가 걸릴 수 있으며, 이는 이 CPU에서 약 420클럭 사이클에 해당한다.

## 완화
거짓 공유의 효과를 완화하는 방법이 있다. 예를 들어, CPU 캐시에서의 거짓 공유는 변수를 재배열하거나 변수 사이에 패딩(사용되지 않는 바이트)을 추가하여 방지할 수 있다. 그러나 이러한 프로그램 변경 중 일부는 객체의 크기를 증가시켜 메모리 사용량이 높아질 수 있다. 컴파일 시 데이터 변환 또한 거짓 공유를 완화할 수 있다. 하지만 이러한 변환 중 일부는 항상 허용되지 않을 수 있다. 예를 들어, C++23 C++ 프로그래밍 언어 표준 초안은 데이터 멤버가 이후 멤버가 더 높은 주소를 갖도록 배치되어야 한다고 규정한다.
거짓 공유를 탐지하는 도구가 있다. 또한 실행 중인 프로그램에서 거짓 공유를 탐지하고 복구하는 시스템도 있다. 그러나 이러한 시스템은 일부 실행 오버헤드를 발생시킨다.